# Nachal Tanninim
Nachal Tanninim (hebr. נחל תנינים; pol. Rzeka Krokodyli; arab. وَادٍ الزرقاء, Wadi az-Zarka; pol. Niebieski Strumień) – rzeka płynąca w północnej części Izraela, mająca swoje źródła w pobliżu kibucu En ha-Szofet na Wyżynie Manassesa i ujście do Morza Śródziemnego przy miejscowości Dżisr az-Zarka. Rzeka ma długość około 10 km.

## Przebieg
Tanninim jest niewielką rzeką Izraela. Ma swoje źródło na południowy wschód od kibucu En ha-Szofet na Wyżynie Manassesa. Kieruje się stąd głębokim wadi w kierunku zachodnim. Zasilają go wody strumieni Saflul i Nili. Następnie rzeka mija położony na południu kibuc Galed i na północy moszaw Ammikam. W miejscu tym spiętrzono wodę, budując zbiornik retencyjny o powierzchni 6 km². W starożytności wybudowano tutaj tamę z akweduktem, który dostarczał wodę do nadmorskiego miasta Cezarea. Współcześnie zbiornik retencyjny chroni w zimowym okresie deszczowym tereny położone poniżej przed powodziami. Rzeka kieruje się dalej na południowy zachód, i na wysokości moszawu Awi’el wypływa na równinę przybrzeżną Izraela. Omija tutaj od strony północnej miasto Binjamina-Giwat Ada i przepływając pomiędzy kibucem Ma’agan Micha’el i miejscowością Dżisr az-Zarka dociera do pasa przybrzeżnych stawów hodowlanych. W rejonie tym rzeka rozlewa się na niewielkie bagna. Obszar ten objęto w 1972 roku ochroną jako Rezerwat przyrody Nachal Tanninim. Swoje ujście Tanninim ma do Morza Śródziemnego na zachód od miejscowości Dżisr az-Zarka. Rzeka ma długość około 10 km. Swoją nazwę rzeka zawdzięcza krokodylom, które do 1912 roku zamieszkiwały w rzece.

## Zagospodarowanie
Jest to jedna z głównych rzek odprowadzających wody z Wyżyny Manassesa. Większa część wody z rzeki Tanninim jest wykorzystywana w celach rolniczych, a na równinie przybrzeżnej do zasilania stawów hodowlanych.

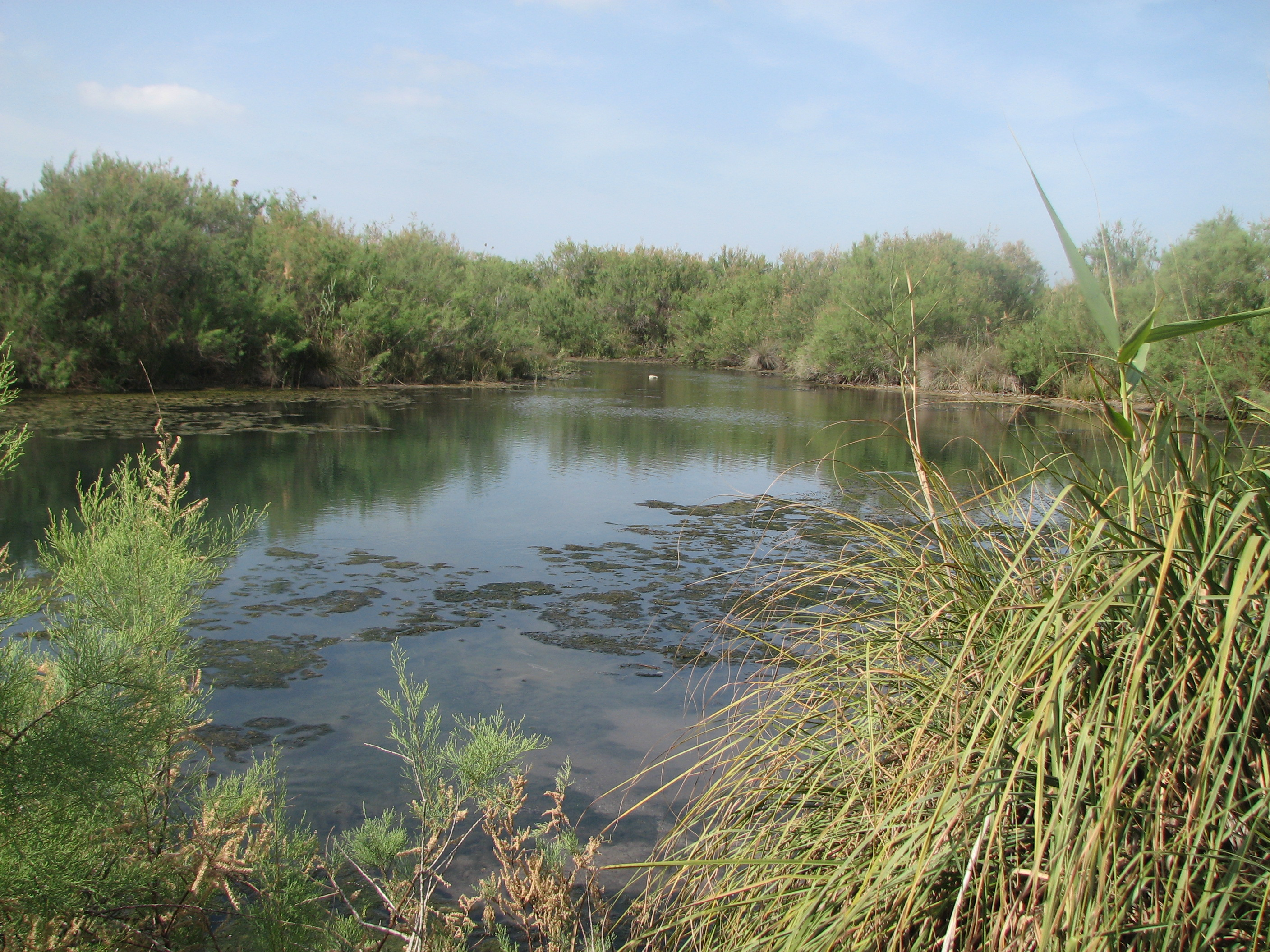
Rezerwat przyrody Nachal Tanninim